# Saropogon fulvicornis
Saropogon fulvicornis är en tvåvingeart som först beskrevs av Macquart 1850.  Saropogon fulvicornis ingår i släktet Saropogon och familjen rovflugor. Inga underarter finns listade i Catalogue of Life.